# Gaecheonjeol
La Gaecheonjeol è una ricorrenza nazionale della Corea del Sud.
Si celebra il 3 ottobre di ogni anno e ricorda la leggendaria formazione del primo Stato coreano di Gojoseon, datata 3 ottobre 2333 a.C.:  è tradizionalmente considerata come la data della fondazione della Nazione coreana.
In Corea del Nord la ricorrenza è riconosciuta ma non è contemplata come una festa pubblica.